# Dirname

dirname یکی از دستورهای استاندارد یونیکس است. این دستور مسیر فایلی را به عنوان آرگومان دریافت کرده، سپس  دایرکتوری که آن فایل در آن قرار گرفته را برمی‌گرداند. یعنی اسم فایل را از میسر پاک کرده و بقیه را چاپ می‌کند. dirname در مشخصه واحد یونیکس توصیف شده و عمدتاً از آن برای نوشتن شل اسکریپت‌ها استفاده می‌شود.

## طریقه استفاده
قالب کلی این فرمان بدین صورت است:
```
% dirname /path/to/file
```

برای مثال:
```
% dirname /usr/home/carpetsmoker/dirname.wiki
  /usr/home/carpetsmoker
```

## کارایی
از آنجا dirname تنها یک عملوند دریافت می‌کند، استفاده کردن از آن در داخل حلقه‌های داخلی در شل اسکریپت‌ها می‌تواند برای کارایی برنامه مضر باشد. فرض کنید داشته باشیم:
```
while read file; do
        dirname "$file"
done <some-input
```

قطعه کد بالا به ازای هر خط ورودی، باعث فراخوانی شدن یک فرایند مستقل خواهد شد.